# Операція «Арчері»
Операція «Арчері» (англ. Operation Archery) — кодове найменування спеціальної операції, що проводилася 27 грудня 1941 року силами загону No. 3 за підтримки кораблів британського флоту з метою дезорганізації тилу німецьких військ на окупованому ними норвезькому острові Вогсей у Согн-ог-Ф'юране під час Другої світової війни.

## Історія

### Передумови
Після ухвалення прем'єр-міністром Великої Британії В.Черчиллем пропозиції підполковника Дадлі Кларка за підтримки начальника Імперського генерального штабу фельдмаршала Дж. Ділла, стосовно формування перших загонів спеціального призначення, завданням яких було знищення особливо важливих об'єктів на території окупованої німецьким Вермахтом Європи, британці розгорнули активну діяльність на цьому напрямку.
17 липня Черчилль, який був переконаним прихильником командос, призначив на посаду директора штабу об'єднаних операцій, ветерана Галліполійської кампанії та рейду на Зебрюгге та свого особистого товариша 68-річного адмірала флоту Роджера Кіза. Кіз очолив цей орган управління, котрий відповідав за проведення спеціальних рейдових, диверсійних та десантних операцій на територіях, зайнятих противником, й якому підпорядковувалися усі утворені формування командос. Перші групи комплектувалися виключно за рахунок набору добровольців з Британської армії, до того ж з переліку частин, що дислокувалися на території островів, а також з тих, хто служив у розформованих окремих рот Територіальної армії, що билися в Норвегії.
Успішне проведення операції «Клеймор» у березні 1941 року додало Британському адміралтейству впевненості у тому, що вони обрали вірний шлях у боротьбі з німецькими окупантами у прибережній зоні Європи. Штаб об'єднаних операцій на чолі з контр-адміралом Л. Маунтбеттеном запланував проведення ще серії рейдових акцій на кінець 1941 року.
Паралельно з проведенням операції на острів Вогсей у норвезькій провінції (фюльке) Согн-ог-Ф'юране британські командос готувались до проведення сміливої за задумом диверсійної операції під кодовою назвою «Анкліт» — рейд No. 12 Commando на Лофотенські острови за підтримки 22 кораблів та суден трьох флотів. На думку розробників плану операції, у той час німецькі військовики переважно святкуватимуть наступне свято після Різдва — День подарунків і не будуть у змозі адекватно відповісти на рейдові дії британців. Протягом двох діб оперативна група флоту та командос утримували низку важливих об'єктів на островах, зокрема вивели з ладу 2 ворожі радіостанції та потопили декілька суден. За результатами рейду Гітлер був певен, що союзники розпочали вторгнення до Норвегії, й віддав наказ утримувати в країні значні сили та засоби.

### Планування операції
Основною метою проведення масштабної спеціальної операції із залученням великої кількості командос було знищення виробничих потужностей заводу з виготовлення риб'ячого жиру, який йшов на виготовлення вибухових речовин для потреб нацистської Німеччини. Супутнім завданням визначалось примушення німецького командування утримувати на величезних просторах норвезького узбережжя значної кількості своїх військ через загрозу вторгнення британського десанту з моря та відповідно не дати командуванню Вермахту дати можливість перекинути їхні свіжі дивізії на Східний фронт.
Для виконання завдань спеціальної операції союзники відібрали 570 командос, які поділялись на п'ять бойових груп за своїми цілями:
- Перша група мала завдання захопити та утримувати північні підступи до міста Молей та не допустити підходу резервів противника.
- Друга група — захоплювала та утримувала місто Молей.
- Третя група — знищувала усі ворожі сили в місті та на острові Вогсей.
- Четверта група — мала завданням ліквідацію військ противника в селищі Гольвік західніше Молей.
- П'ята група — резерв командування, що мав перебувати на плаву під час операції та діяти за окремою командою.

### Рейд
О 7 годин ранку 27 грудня 1941 року британський флот з десантом на борту вийшов у точку рандеву напередодні вторгнення, підводний човен HMS «Тюна» сплив у визначеному районі для координації дій оперативної групи, як навігаційний маяк. Десантні судна HMS Prince Charles та Prince Leopold з командос знаходились поза межами досяжності вогню артилерії противника в Молей. О 8.48 корабельна артилерія розпочала стрільбу по берегових батареях вермахту, випустивши за 10 хвилин 500 снарядів. Декілька бомбардувальників «Гемпден» з малих висот скинули на заплановані ділянки висадки десанту димові бомби, поставивши димову завісу до того, як десантно-висадочні засоби наблизились до берегової лінії. Повітряне прикриття десантній групі забезпечували винищувачі «Бофайтер» і легкі бомбардувальники «Блейхейм» з авіабаз в Шотландії.
Із самого початку висадки операція пішла трохи не за планом, керівництву довелось імпровізувати по ходу розвитку ситуації. 1-ша група висадилась на берег у 2 км на південь від невеличкого селища Гольвік та вступила тут у бій з німецькими опорними позиціями на узбережжі. 2-га група висадилась трошки південніше за місто та розпочали просування у центр міста, де знаходились основні об'єкти нападу, у той час, як 3-тя група стрімко висадившись на берег поблизу Молей розпочала зачистку територію від військ противника, поки німці не отямились після бомбардування. 4-та група залишалась на плаву на десантних кораблях, очікуючи команди на висадку в ролі підкріплення, а 5-та група на есмінці «Орібі» пройшла за Молей до маяка Улвезунд, де після висадки перекрила шляхи підходу резервів німецьких військ.
Німці були неприємно здивовані початком вторгнення союзних військ, але швидко отямились та організували опір британським і норвезьким командос. Проте, завдяки влучному вогню корабельних гармат, що підтримували висадку три з чотирьох батарей були у короткий термін придушені й бої закінчились за 20 хвилин. Однак у сум'ятті битви загинув командир норвезьких командос, колишній норвезький актор, капітан Мартин Єнсен Лінге. Водночас опір німецьких солдатів у місті Вогсей виявився набагато запеклішим. Як з'ясували пізніше британські офіцери випадково до бою приєдналися 50 гірських єгерів, щойно прибулих зі Східного фронту, що перебували у відпустці на Різдвяні свята на норвезькому острові.
Тим часом, 5-та група замінувала та підняла в повітря гірські стежки до місця основних подій, а також телефоні лінії до міста Родберг, у такій спосіб блокувавши можливість підходу ворожих резервів з півночі. Противник не зміг прорватися до району висадки десанту, втім дві пари Me 109 та Ju 88 незабаром з'явились у повітрі та здійснили спробу атаки британських командос.
У місті зав'язалась сутичка між британськими та німецькими солдатами, яка швидко перетворилась на бій за кожну вулицю та дім. Підполковник Джон Дарнфорд-Слейтер віддав наказ на висадку свого резерву — 4-ї групи та здійснив маневр силами і засобами, зосередивши в місті більше своїх військ. Близько 14:00 британці практично завершили виконання завдань — були знищені чотири фабрики, запаси риб'ячого жиру, склади боєприпасів та палива противника, а також об'єкти, що становили певну цінність для німців. Місто палало у вогні. Британські кораблі тим часом вогнем своїх гармат знищили або серйозно пошкодили 9 суден і кораблів противника. У ході бою тільки легкий крейсер HMS «Кеніа» дістав пошкоджень від влучення снаряду з берегової батареї німців.

### Результати
За результатами рейду операція пройшла вдало з виконанням усіх визначених завдань: усі споруди, об'єкти, що становили цінність для оборонної промисловості Третього Рейху були знищені або виведені на тривалий час з ладу; були потоплені 9 кораблів і суден сумарним тоннажем 15 000 тонн та чотири ворожих бомбардувальники «Хейнкель». У бою знищено 150 німецьких солдатів, 98 — захоплено у полон, 71 норвежець перевезені до Британії, де вони приєднались до норвезького руху опору.
Британський флот не зазнав значних втрат, тільки крейсер HMS «Кеніа» дістав пошкоджень, загинуло 4 матроси і ще чотири — поранені. Були збиті німцями одинадцять літаків союзників. У боях безпосередньо в зоні висадки загинуло 17 командос, ще 53 дістали поранень. Також загинув під час стрільби один норвезький цивільний, імовірно від випадкового ураження шрапнеллю.
Успішне проведення рейду британськими командос змусило А.Гітлера утримувати в Норвегії 30 000 регулярних військ, постійно удосконалювати берегову оборону та загалом докладати максимум зусиль на утримання колосальних територій, на які на думку фюрера мали посягнути британці. До того ж, Гітлер вважав, що головною метою вторгнення союзних військ до Норвегії буде сприяння вступу на боці антигітлерівської коаліції Швеції та перехід на їхній бік Фінляндії.